# Navios da Costa Crociere
Costa Cruzeiros (Costa Crociere) é uma companhia de navegação italiana especializada em cruzeiros marítimos. A empresa iniciou as suas operações com navios em 1924 com o navio cargueiro Ravenna e em 1947 incoporou o vapor misto Maria C seu primeiro navio de passageiros.
Em 1997 a empresa passou a fazer parte do conglomerado Carnival Corporation.
Nesta relação estão os navios da Costa Cruzeiros desde a fundação da empresa inclusive os navios cargueiros.

## Navios da Costa Cruzeiros

### Giacomo Costa fu Andrea
| Navio            | Ano  | Operação  | Tonelagem | Estaleiro                                              |  |
| ---------------- | ---- | --------- | --------- | ------------------------------------------------------ |  |
| Ravenna          | 1888 | 1924-1943 | 1 243     | Ramage & Ferguson · Leith Escócia                      |  |
| Langano          | 1894 | 1928-1950 | 1 294     | Schiffswerft von Henry Koch · Lübeck Alemanha          |  |
| Federico         | 1920 | 1931-1941 | 1 488     | Bremer Vulkan · Bremen Alemanha                        |  |
| Eugenio Costa    | 1928 | 1934-1944 | 4 078     | Burntisland Shipbuilding Company · Burntisland Escócia |  |
| Enrico Costa     | 1928 | 1934-1941 | 4 080     | Burntisland Shipbuilding Company · Burntisland Escócia |  |
| Beatrice Costa   | 1920 | 1935-1941 | 6 132     | Stabilimento Tecnico Triestino · Trieste Itália        |  |
| Giacomo Costa    | 1920 | 1936-1949 | 4 638     | Cantieri San Rocco · Trieste Itália                    |  |
| Antonietta Costa | 1913 | 1937-1940 | 5 900     | Stabilimento Tecnico Triestino · Trieste Itália        |  |

## Linea C
| Navio                          | Ano  | Operação                      | Tonelagem | Estaleiro                                                        |  |
| ------------------------------ | ---- | ----------------------------- | --------- | ---------------------------------------------------------------- |  |
| Maria C                        | 1913 | 1947-1953                     | 6 557     | Bremer Vulkan · Bremen Alemanha                                  |  |
| Giovanna C                     | 1919 | 1947-1953                     | 6 475     | Asano Shipbuilding Co. · Tsurumi-ku Japão                        |  |
| Luisa C                        | 1919 | 1947-1951                     | 6 461     | Asano Shipbuilding Co. · Tsurumi-ku Japão                        |  |
| Andrea C                       | 1944 | 1948-1981                     | 7 800     | Todd California Iron S.B. Corp. · São Francisco Estados Unidos   |  |
| Anna C                         | 1928 | 1948-1971                     | 11 736    | Lithgows Ltd. · Glasgow Escócia                                  |  |
| Franca C                       | 1914 | 1952-1977                     | 6 806     | Newport News Shipbuilding and Drydock · Norfolk Estados Unidos   |  |
| Bianca C                       | 1926 | 1957-1958                     | 10 825    |                                                                  |  |
| Federico C                     | 1958 | 1958-1983                     | 20 416    | Ansaldo S.p.A · Sestri Ponente Itália                            |  |
| Bianca C                       | 1949 | 1959-1961                     | 18 427    | Société Provençale de Constructions Navales · La Ciotat França   |  |
| Provence Enrico C Enrico Costa | 1951 | 1961-1965 1965-1987 1987-1994 | 15 889    | Swan Hunter & Wigham Richardson · Newcastle upon Tyne Inglaterra |  |
| Eugenio C Eugenio Costa        | 1966 | 1966-1984 1984-1996           | 32 753    | Cantieri Riuniti dell'Adriatico · Monfalcone Itália              |  |
| Carla C Carla Costa            | 1952 | 1967-1985 1986–1992           | 20 469    | Ateliers et Chantiers de France · Dunquerque França              |  |

## Costa Armatori S.p.A.& Costa Line Inc.
| Navio             | Ano  | Operação  | Tonelagem | Estaleiro                                                                 |  |
| ----------------- | ---- | --------- | --------- | ------------------------------------------------------------------------- |  |
| Flavia            | 1947 | 1968-1982 | 15 465    | John Brown & Company · Clydebank Escócia                                  |  |
| Fulvia            | 1949 | 1969-1970 | 16 844    | Nederlandsche Dok en · Scheepsbouw Maatschappij · Amsterdam Países Baixos |  |
| Italia            | 1967 | 1974-1983 | 12 263    | Felszegi · Muggia Itália                                                  |  |
| World Renaissance | 1966 | 1977-198? | 12 000    | Chantiers de l'Atlantique · Saint-Nazaire França                          |  |
| Angelina Lauro    | 1939 | 1978-1979 | 24 377    | Netherlands Shipbuilding Company · Amsterdam Países Baixos                |  |
| Danae             | 1954 | 1979-1992 | 16 531    | Harland and Wolff · Belfast Irlanda                                       |  |
| Daphne            | 1954 | 1979-1997 | 15 833    | Swan Hunter & Wigham Richardson · Newcastle upon Tyne Inglaterra          |  |
| Amerikanis        | 1952 | 1980-1984 | 19 904    | Harland and Wolff · Belfast Irlanda                                       |  |
| Columbus C        | 1953 | 1981-1984 | 21 164    | Svenska Amerika Linjen SAL · Schelde Países Baixos                        |  |

## Costa Crociere S.p.A.
| Navio                              | Ano  | Operação            | Tonelagem     | Estaleiro                                                 |  |
| ---------------------------------- | ---- | ------------------- | ------------- | --------------------------------------------------------- |  |
| Costa Riviera                      | 1963 | 1983–2001           | 28 137        | Cantieri Riuniti dell'Adriatico · Monfalcone Itália       |  |
| Costa Marina                       | 1969 | 1990-2011           | 25 558        | Oy Wärtsilä Ab · Turku Finlândia                          |  |
| Costa Classica Costa neoClassica   | 1991 | 1991-2014 2014-2018 | 52 926        | Fincantieri · Marghera Itália                             |  |
| Costa Romantica Costa neoRomantica | 1993 | 1993-2011 2011-     | 53 000 56 769 | Fincantieri · Marghera Itália                             |  |
| Costa Playa Joy Wave               | 1967 | 1995-1998 1999-2000 | 8 583         | Wärtsilä · Helsinki Finlândia                             |  |
| Costa Allegra                      | 1969 | 1996-2012           | 28 500        | Wärtsilä · Helsinki Finlândia                             |  |
| Costa Victoria                     | 1996 | 1996-               | 75 166        | Bremer Vulkan Werft und Maschinenfabrik · Bremen Alemanha |  |
| Costa Olympia                      | 1996 | 1996-1999           | 77 104        | Bremer Vulkan · Bremen Alemanha                           |  |

## Costa Crociere S.p.A. &  Carnival Corporation
| Navio              | Ano  | Operação  | Tonelagem | Estaleiro                                        |  |
| ------------------ | ---- | --------- | --------- | ------------------------------------------------ |  |
| Costa Atlantica    | 2000 | 2000-     | 85 619    | Hietalahti shipyard · Helsinki Finlândia         |  |
| Costa Tropicale    | 1981 | 2001-2005 | 36 674    | Aalborg Værft · Ålborg Dinamarca                 |  |
| Costa Fortuna      | 2003 | 2003-     | 102 587   | Fincantieri · Genova Itália                      |  |
| Costa Europa       | 1986 | 2002-2011 | 54 763    | Meyer Werft · Papenburg Alemanha                 |  |
| Costa Mediterranea | 2003 | 2003-     | 85 619    | Kvaerner Masa Yard · Turku Finlândia             |  |
| Costa Magica       | 2004 | 2004-2023 | 103 000   | Fincantieri · Genova Itália                      |  |
| Costa Concordia    | 2006 | 2006-2012 | 114 137   | Fincantieri · Genova Itália                      |  |
| Costa Serena       | 2007 | 2007-     | 114 500   | Fincantieri · Genova Itália                      |  |
| Costa Deliziosa    | 2010 | 2009-     | 92 600    | Fincantieri · Marghera Itália                    |  |
| Costa Luminosa     | 2009 | 2009-     | 92.600    | Fincantieri · Marghera Itália                    |  |
| Costa Pacifica     | 2009 | 2009-     | 114 500   | Fincantieri · Genova Itália                      |  |
| Costa Voyager      | 2000 | 2010-2014 | 54 763    | Blohm + Voss · Hamburg Alemanha                  |  |
| Costa Favolosa     | 2011 | 2011-     | 113 216   | Fincantieri · Marghera Itália                    |  |
| Costa Fascinosa    | 2012 | 2012-     | 114 500   | Fincantieri · Marghera Itália                    |  |
| Costa neoRiviera   | 1999 | 2013-2019 | 48 200    | Chantiers de l'Atlantique · Saint-Nazaire França |  |
| Costa Celebration  | 1987 | 2014-2015 | 47 262    | Kockums · Malmö Suécia                           |  |
| Costa Diadema      | 2014 | 2014-     | 132 500   | Fincantieri · Marghera Itália                    |  |
| Costa Celebration  | 1987 | 2014-     | 47 262    | Kockums · Malmö Suécia                           |  |
| Costa Venezia      | 2019 | 2019-     | 135 225   | Fincantieri Monfalcone Itália                    |  |
| Costa Smeralda     | 2019 | 2019-     | 182 700   | Finlândia                                        |  |

Ano - ano de comissionamento.

Operação - período de serviço na Costa Crociere.